# We Rose Up Slowly
We Rose Up Slowly  ist ein 1964 gemaltes Pop-Art-Gemälde des US-amerikanischen Malers Roy Lichtenstein. Es gehört seit 1981 zur Sammlung des Museum für Moderne Kunst, Frankfurt.

## Beschreibung
Auf dem Bild umarmen sich ein Mann und eine Frau im Wasser. Links neben dem Bild beschreibt ein Textfeld die verliebte Stimmung der beiden, die sich außerhalb der Welt befinden würden, wie Schwimmer in einem Traum, die keinen Atem brauchen. Das originale Comic-Panel entstammt einer Ausgabe von Girls’ Romances des Verlags DC Comics (Nr. 81, Jan 1962), gezeichnet von John Romita senior.

## Geschichte

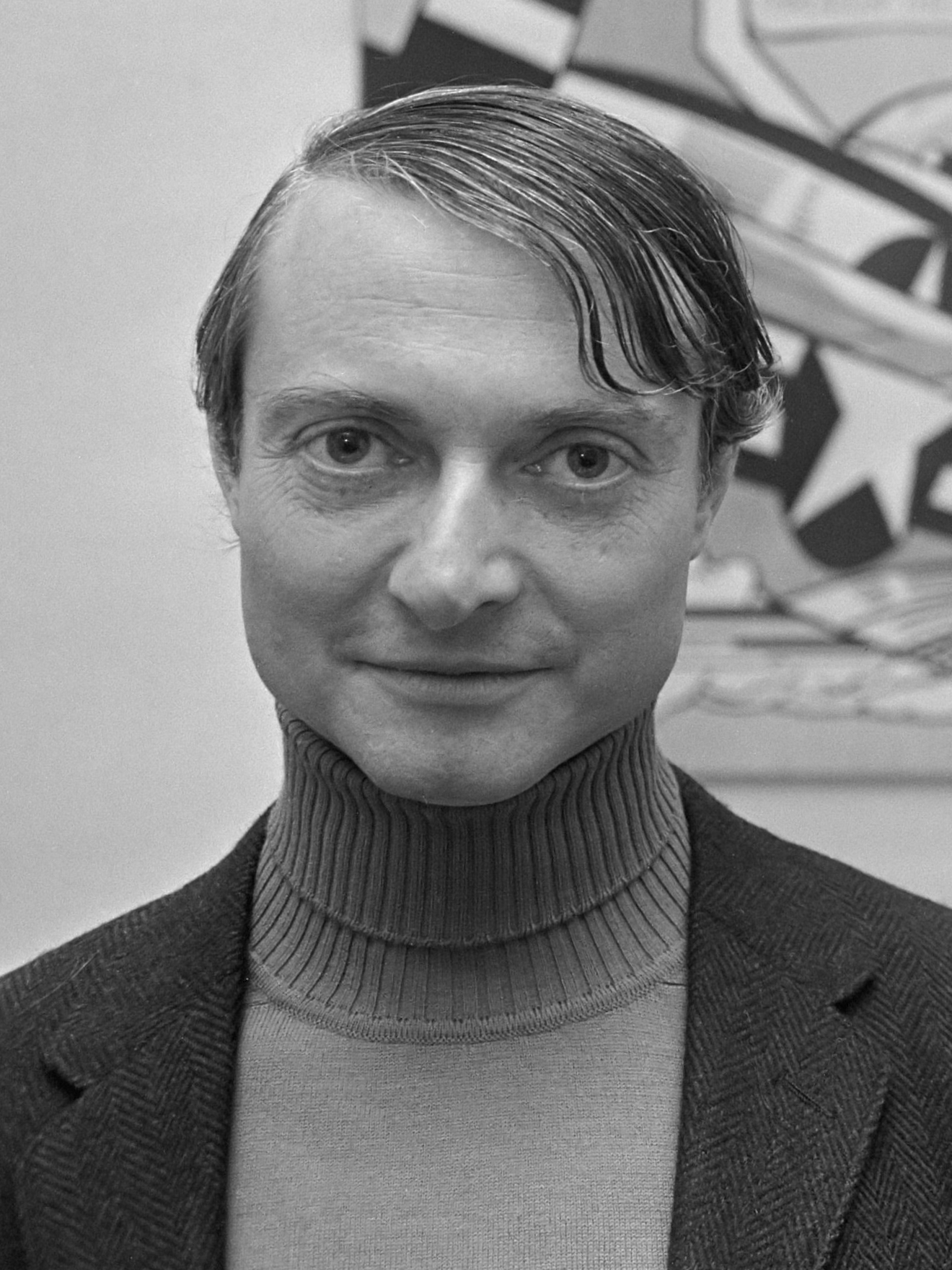
Roy Lichtenstein, 1967

Das Werk gehörte ursprünglich zur Sammlung des Unternehmers Karl Ströher, Darmstadt. 1981 konnte Peter Iden, Gründungsdirektor des Frankfurter Museums für Moderne Kunst (1978–1987) insgesamt 87 Werke, darunter Rose Up Slowly, für die Stadt Frankfurt erwerben.
Das Bild ist mit Magna-Farben gemalt, die Pigmente aus Acrylharz enthalten. Diese Farben trocknen schnell und matt, was Lichtensteins Malweise und Ausdrucksstil sehr entgegenkam.

## Rezeption
Der britische Comiczeichner Marc Ellerby sieht in dem Bild zwei amerikanische Stereotypen: der attraktive Mann und die üppige Blondine.
Juliana Rasnic sieht in dem Bild einen Kommentar von der Schönheit wie auch von der Lächerlichkeit der Liebe.